# Мор, Сергей Ярославович
Сергей Ярославович Мор (род. 2 июля 1969 года) - российский, ранее казахстанский, пауэрлифтер.

## Карьера
Пауэрлифтингом начал заниматься в Темиртау под руководством Б.И. Шейко. В 1992 году выполнил нормативы мастера спорта.  Обладатель Кубка Казахстана (1994, 1995, 1996) Чемпион Казахстана (1995, 1996), чемпион Азии (1996). В 1994 году присвоено звание мсмк РК.
В 1997 году вместе с тренером переехал в Башкортостан. Начал выступать под флагом России. В 1997 году становится чемпионом мира в категории до 82,5 кг. В 1998 году повторяет успех на чемпионате мира. А также завоевал бронзу на чемпионате мира по жиму лёжа. 
В 2000 году становится чемпионом мира и Европы.
В 2001 году становится чемпионом Европы на домашнем чемпионате в Сыктывкаре, становится бронзовым призёром Всемирных игр и чемпионом мира.